# Malmö Arena

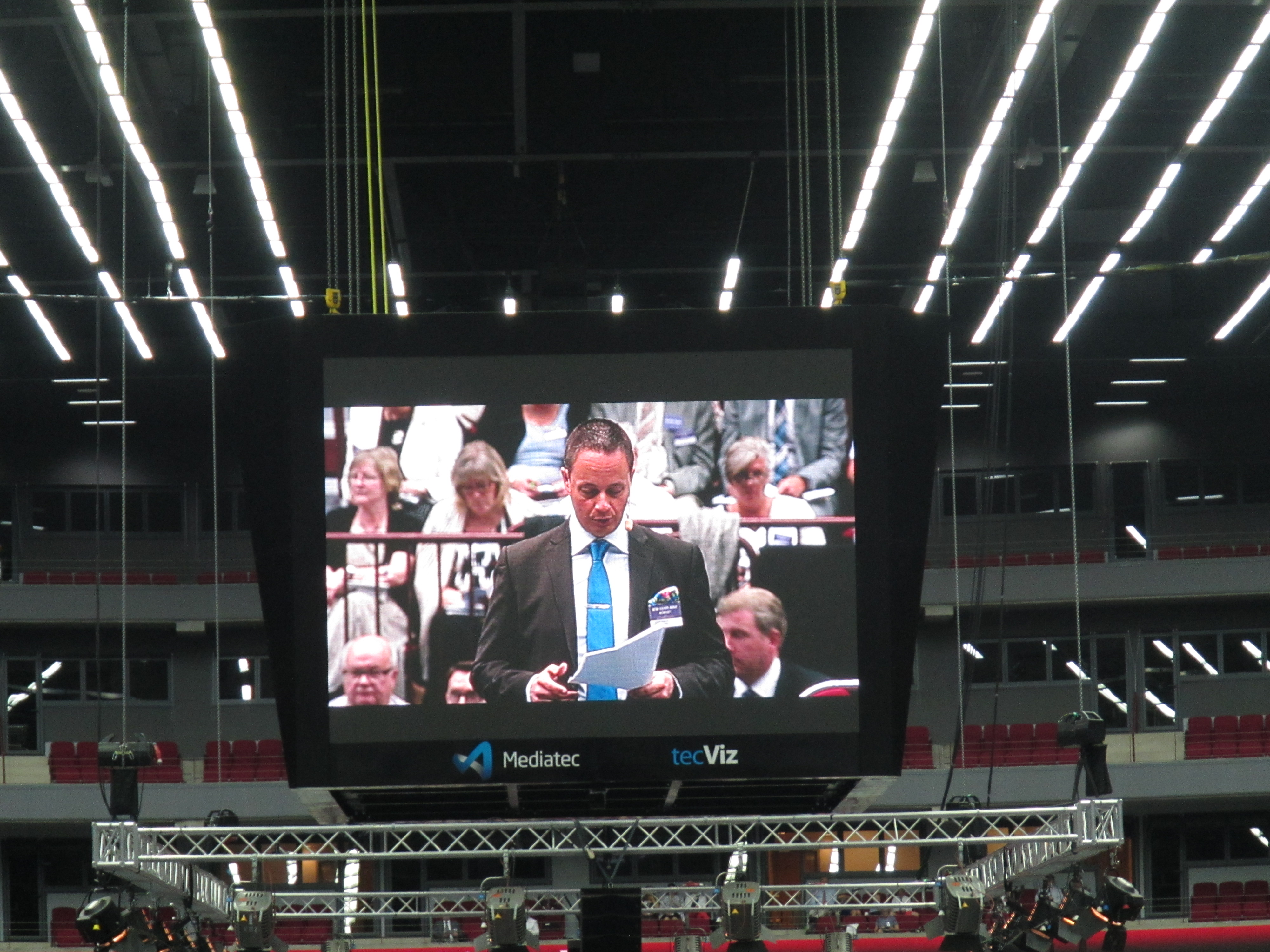
Mediekub

Malmö Arena är en sport- och evenemangsarena i stadsdelen Hyllievång i Malmö.
Malmö Arena invigdes den 6 november 2008. Vid sportevenemang tar arenan cirka 12 600 besökare och under konserter och övriga evenemang upp till 15 500 personer beroende på scenens placering. Det finns 72 loger och med dem inräknade är det sammanlagda antalet restaurang- och barplatser 3 250. För att åka till Malmö Arena med kollektivtrafik så finns anslutande tåg eller buss till Hyllie station, precis intill arenan.
Bygget påbörjades den 10 januari 2007. Arenan hade tak och väggar vid årsskiftet 2007–2008, enligt plan. Arenan har en liknande struktur och publikkapacitet som Helsinki Halli i Helsingfors. Eurovision Song Contest 2013 samt Eurovision Song Contest 2024 hölls i Malmö Arena. 2009 var Malmö arena en av världens modernaste arenor.
Pådrivande vid tillkomsten av arenan har varit Percy Nilsson som via bolaget Parkfast Arena AB satsat ungefär 3 miljarder kronor på bygget av "Malmö Arena" och kringliggande stadsdel på Hyllievång.

## Namn
Både "Malmö Arena" och "Hyllie Arena" var namnförslag på arenan. Det förstnämnda var ett förslag från Percy Nilsson. Genom att nya stadion i Malmö fått namnet Swedbank Stadion (utan ordet "Malmö" i namnet) samt via en överenskommelse med Malmö stad, gick Nilssons namnförslag till slut igenom.
"Malmö Arena" innebär en namnkonflikt med den ekonomiska föreningen Malmö Arena med samma namn. Denna äger även Internet-domänen malmoarena.se och arenan har därför fått domännamnet malmoarena.com. Ingen kan dock registrera och få ensamrätt på namnet efter beslut från Patent- och registreringsverket.

## Byggnaden
Arenan ritades av arkitekt SAR/MSA Mats Matsson Malmö, Pöyry Architects Helsingfors och Wingårdhs arkitektkontor Göteborg med Byggteknik i Skåne som byggnadskonstruktör. Den
byggdes av Parkfast, betongstommen med läktare utfördes på totalunderentreprenad av Strängbetong,
takkonstruktionen i stål utfördes på totalunderentreprenad av Ruukki och skärmtakskonstruktionen som går runt arenan utfördes på totalunderentreprenad av Järnsmiden Stålbyggnad AB.
- Loger: 72 st.
- Total bruttoyta: 51 000 m2
- Invändig fri takhöjd: 22,5 meter
- Restaurang- och barplatser: 3 250
- Snabbmatställen och kiosker: 20
- Toaletter: 370
- Max golvyta, arenan: 3 200 m2
- Handikapplatser: 53 st. (+ 53 st. för assistenter)

Till arenan hör också en ishall precis norr om huvudbyggnaden. Träningshallen var till en början synlig utanpå byggnaden, men har sedan täckts av fastigheter och är till dags dato invändig. Bredvid träningshallen, också norr om huvudbyggnaden, ligger Best Western Malmö Arena Hotel - en byggnad med 16 våningar som tillhör varumärket Malmö Arena med tillhörande konferenslokaler, en restaurang, ett gym och en direkt ingång till arenan via panoramarestaurangen inuti den norra läktaren som kan användas vid tillfälle. Köpcentret Emporia ligger precis väster om arenan.

## Evenemang

### Större artister och band i urval
Ett flertal större och/eller internationella artister har gett konserter i Malmö Arena, till exempel 
- Britney Spears
- Lady Gaga
- Bob Dylan
- Mark Knopfler
- Ulf Lundell
- Cliff Richard
- Rush
- Rammstein
- Jean-Michel Jarre

### Melodifestivalen, Eurovision Song Contest
- Fjärde deltävlingen av Melodifestivalen fem år i rad 2009–2013
- Första deltävlingen 2014
- Andra deltävlingen tre år i rad 2015–2017
- Tredje deltävlingen 2018
- Andra detävlingen 2019
- Fjärde deltävlingen 2020
- Fjärde deltävlingen 2023
- Första deltävlingen 2024
- Fjärde deltävlingen 2025
- Eurovision Song Contest 2013[7]
- Eurovision Song Contest 2024

### Andra större evenemang i urval
- Idol 2010
- Fotbollsgalan 2010
- SM-finaler, för damer och herrar, i innebandy 2011–2014.
- Internationella friidrottstävlingar avgjordes här den 25 februari 2015.[8]
- Påve Franciskus höll det historiska ekumeniska evenemanget From Conflict to Communion – Together in Hope den 31 oktober 2016.

### Ishockey
Ishockeyrinken är placerad i nordsydlig riktning. Arenan används ibland även för andra sporter, till exempel handboll och innebandy.
Malmö Redhawks är vid högsäsong arenans mest återkommande evenemangsarrangör. Vid Redhawks-matcher spelar hemmalaget som regel den första och den tredje perioden i riktning mot norra kortsidan, vid ståplatsläktaren för hemmafans på nedre etage, och i den andra perioden i riktning mot den södra kortsidan, vid huvudentrén. Det finns också en mindre ståplatsläktare för gästande supportrar i det nedre etagets sydvästra hörn. Arenan konverteras vid tillfälle till endast sittplatser, exempelvis vid landslagsmatcher.[källa behövs]

## Bilder

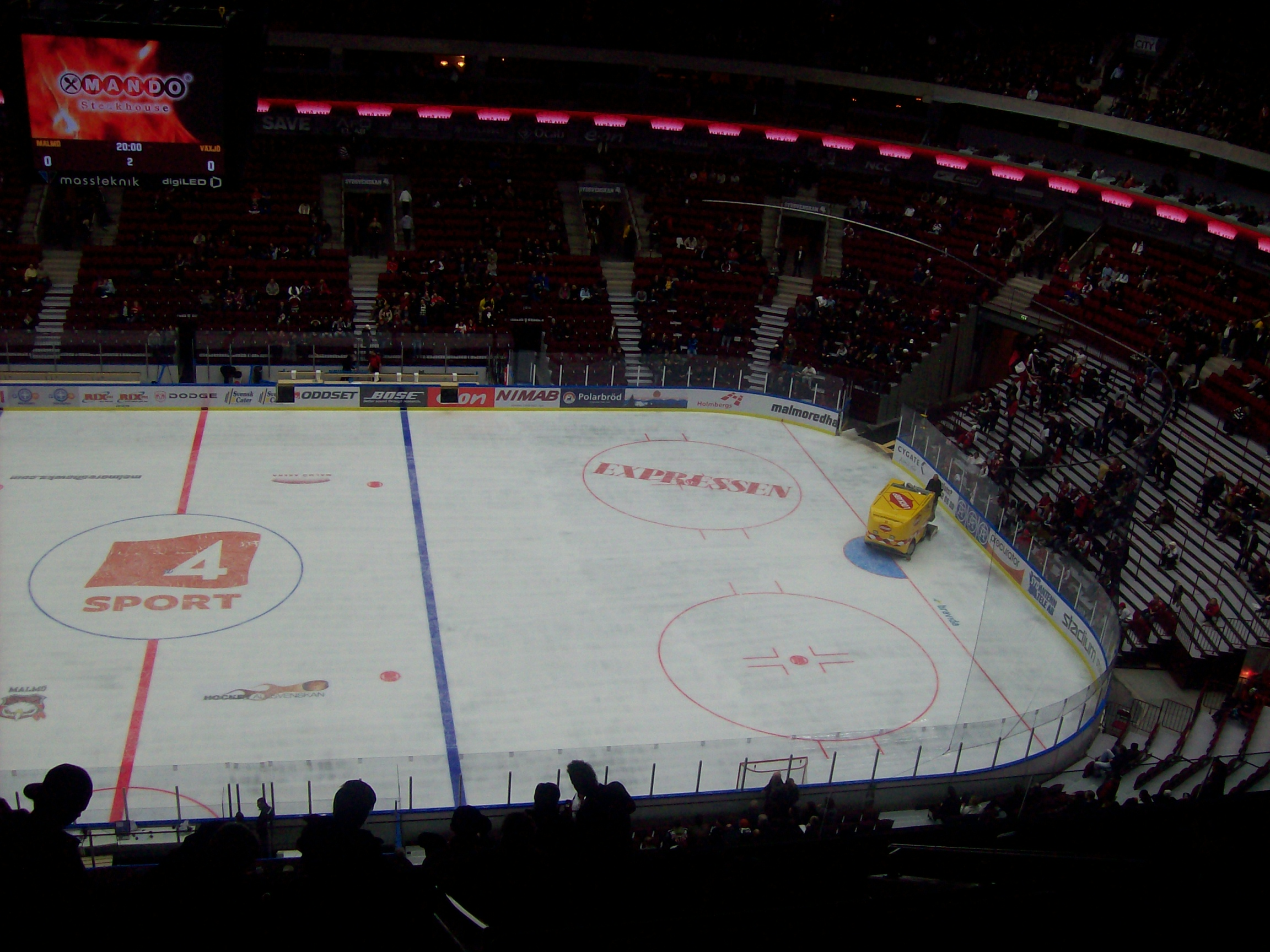
Interiör
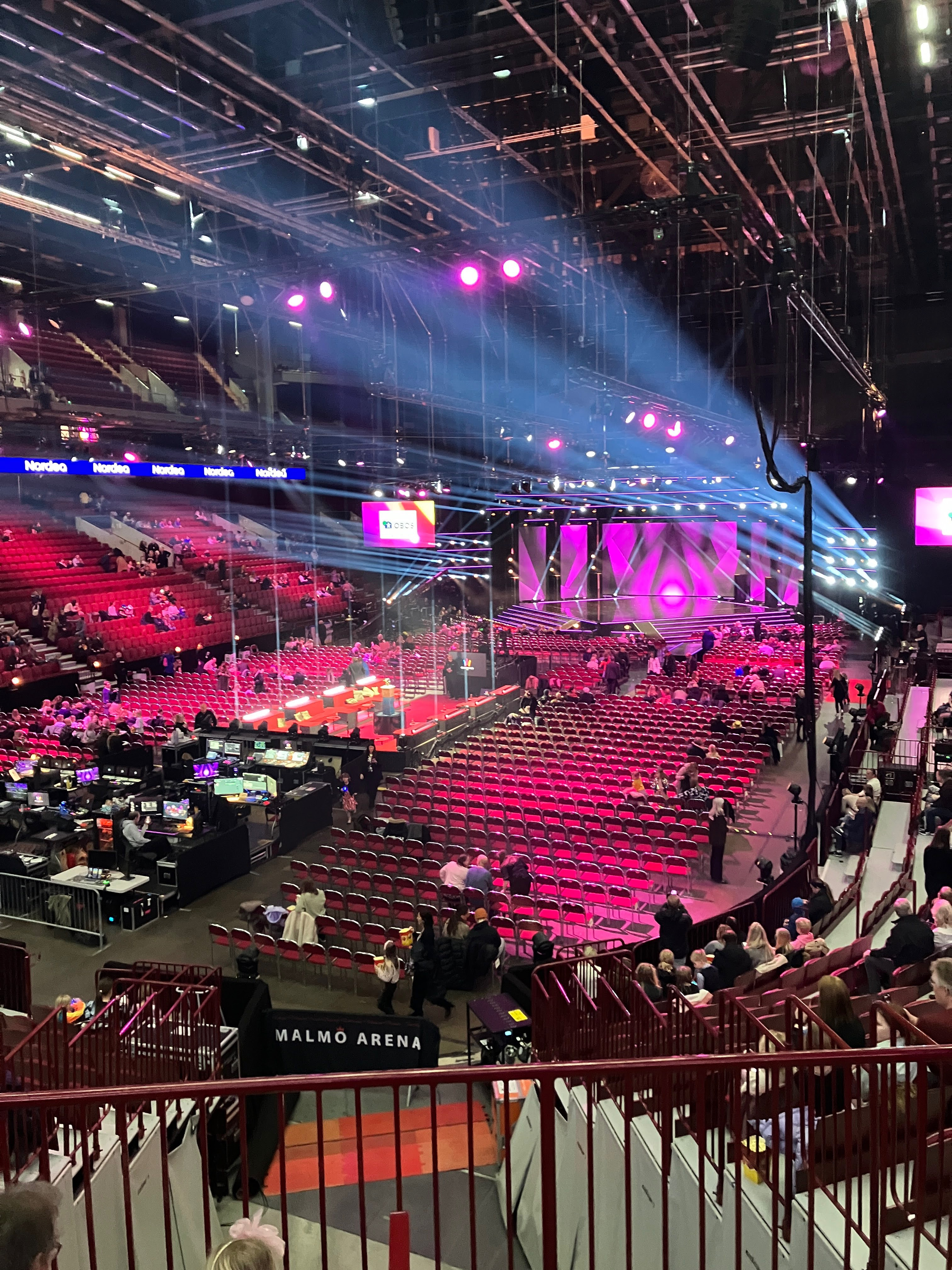
Interiör
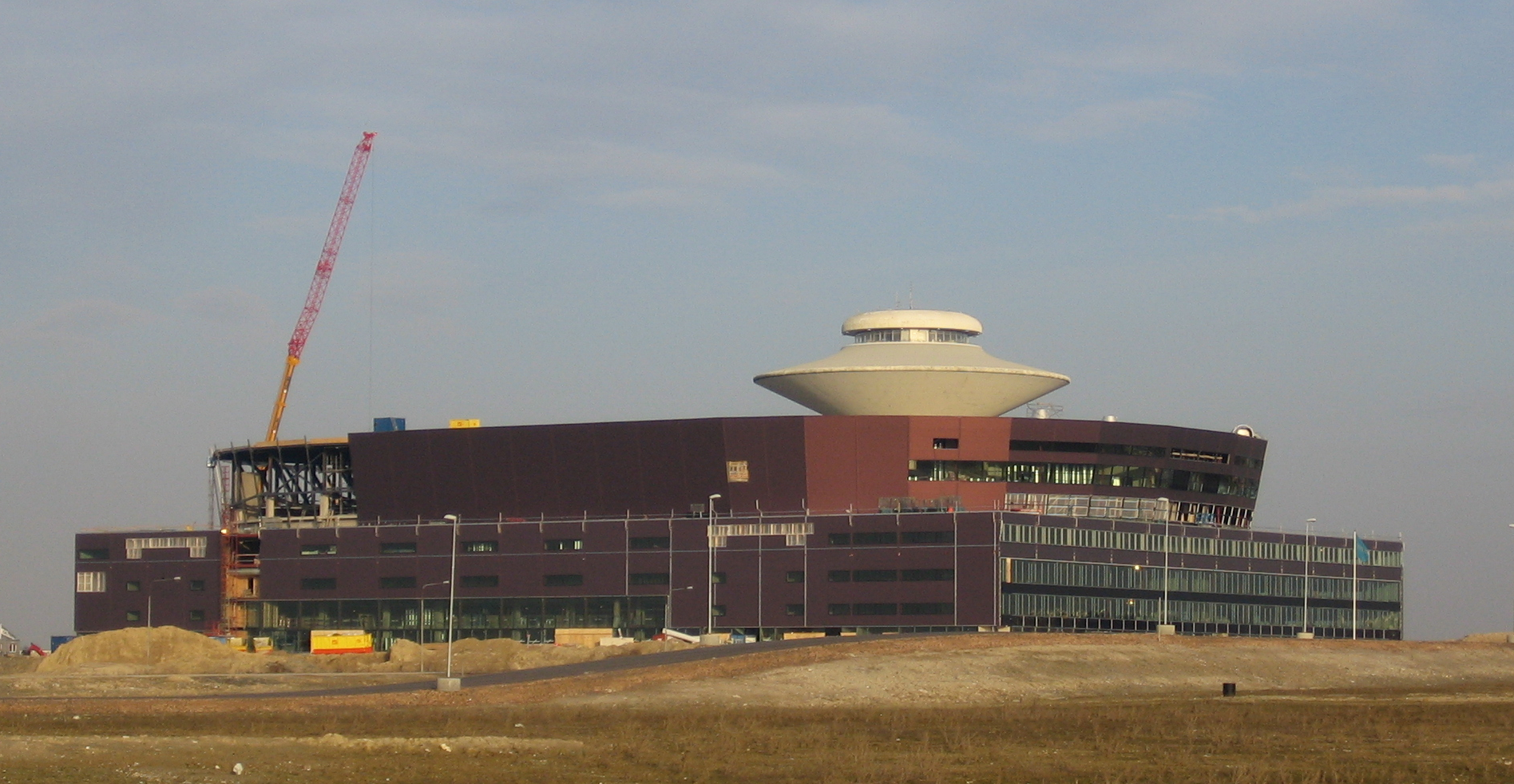
Malmö Arena med Hyllie vattentorn bakom.
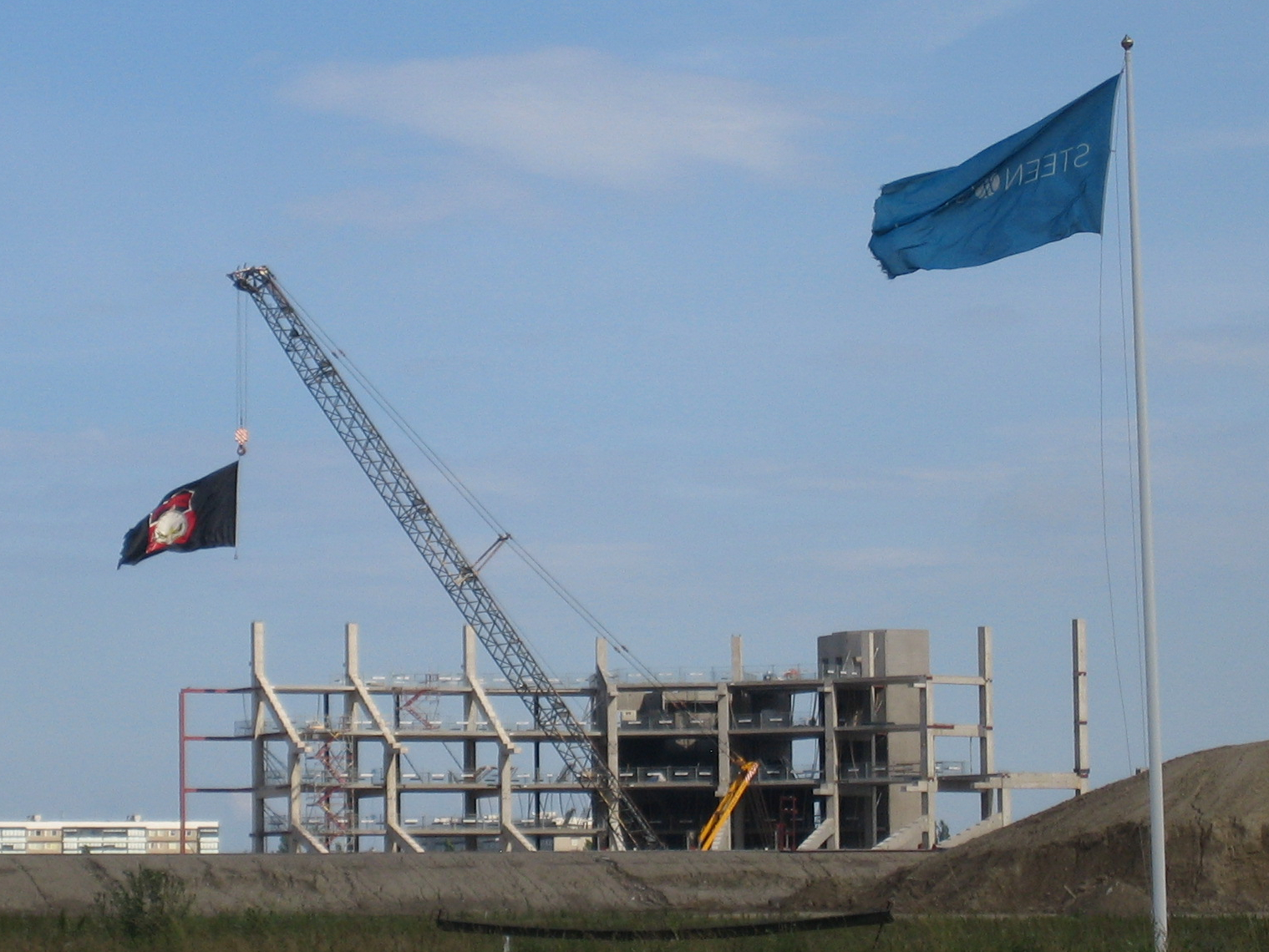
Malmö Arena juni 2007 när bygget påbörjats.
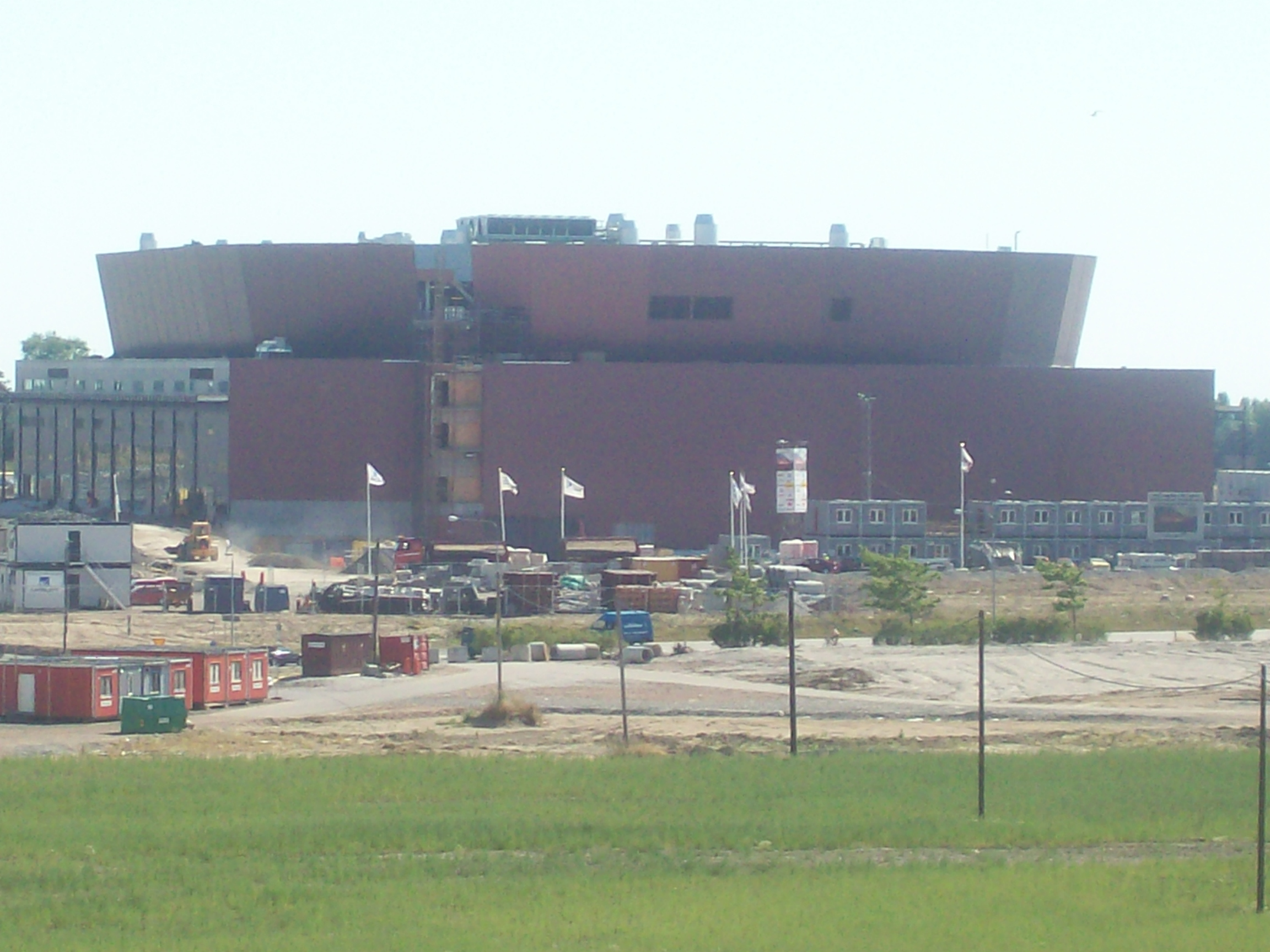
Malmö Arena 2008
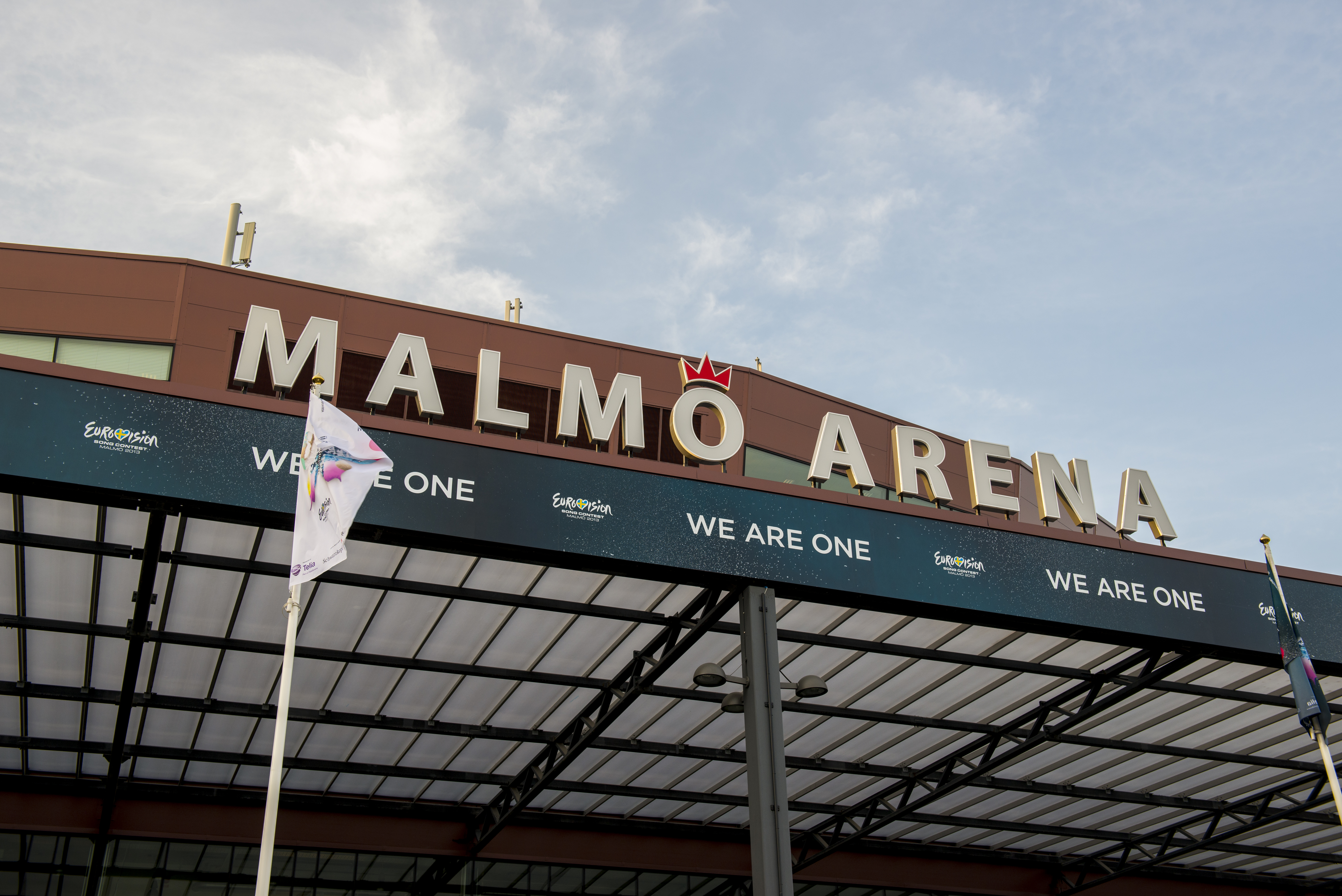
Entrén till Malmö Arena 2013
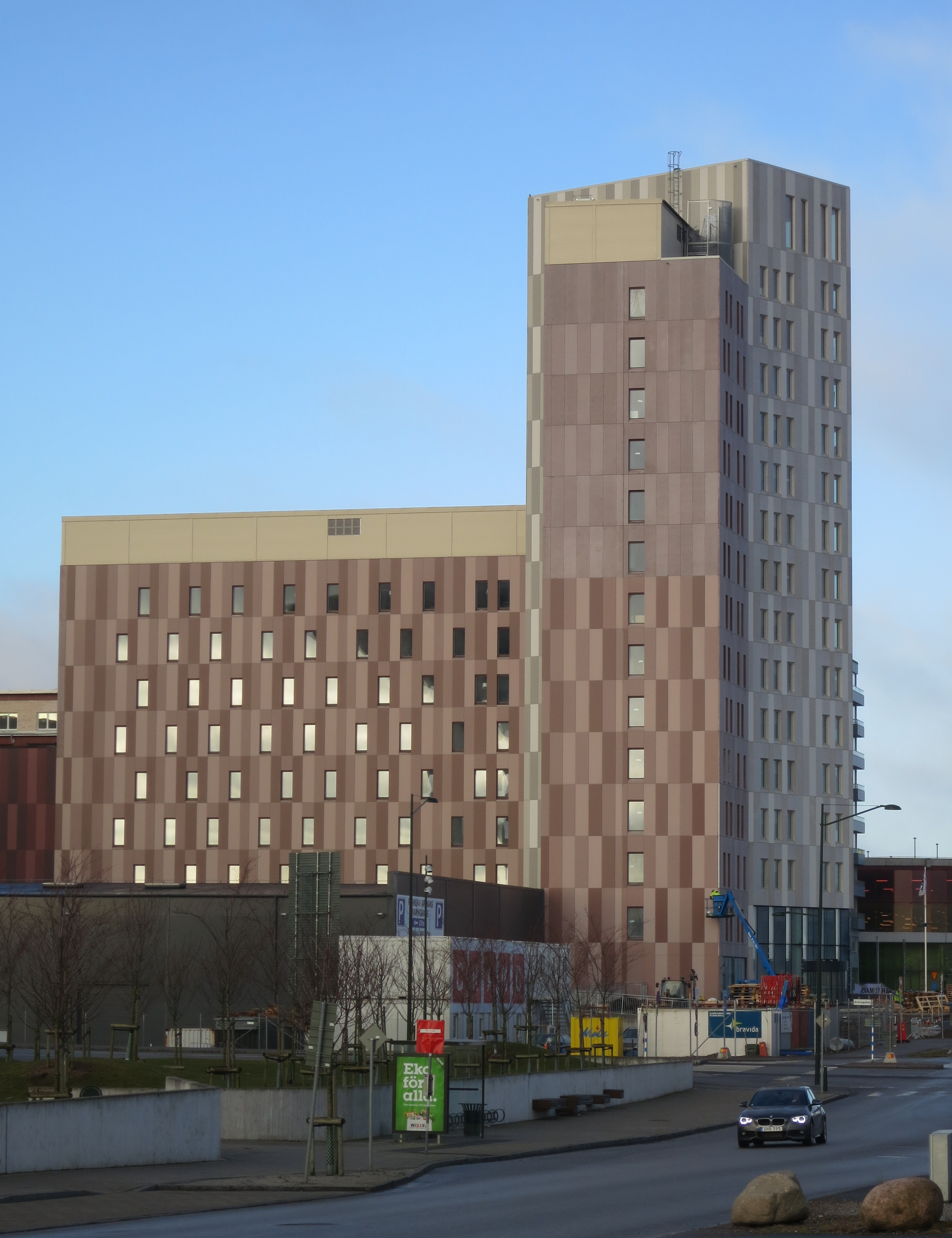
Malmö Arena Hotel